# کارشتدت (مکلنبورگ-فورپومرن)

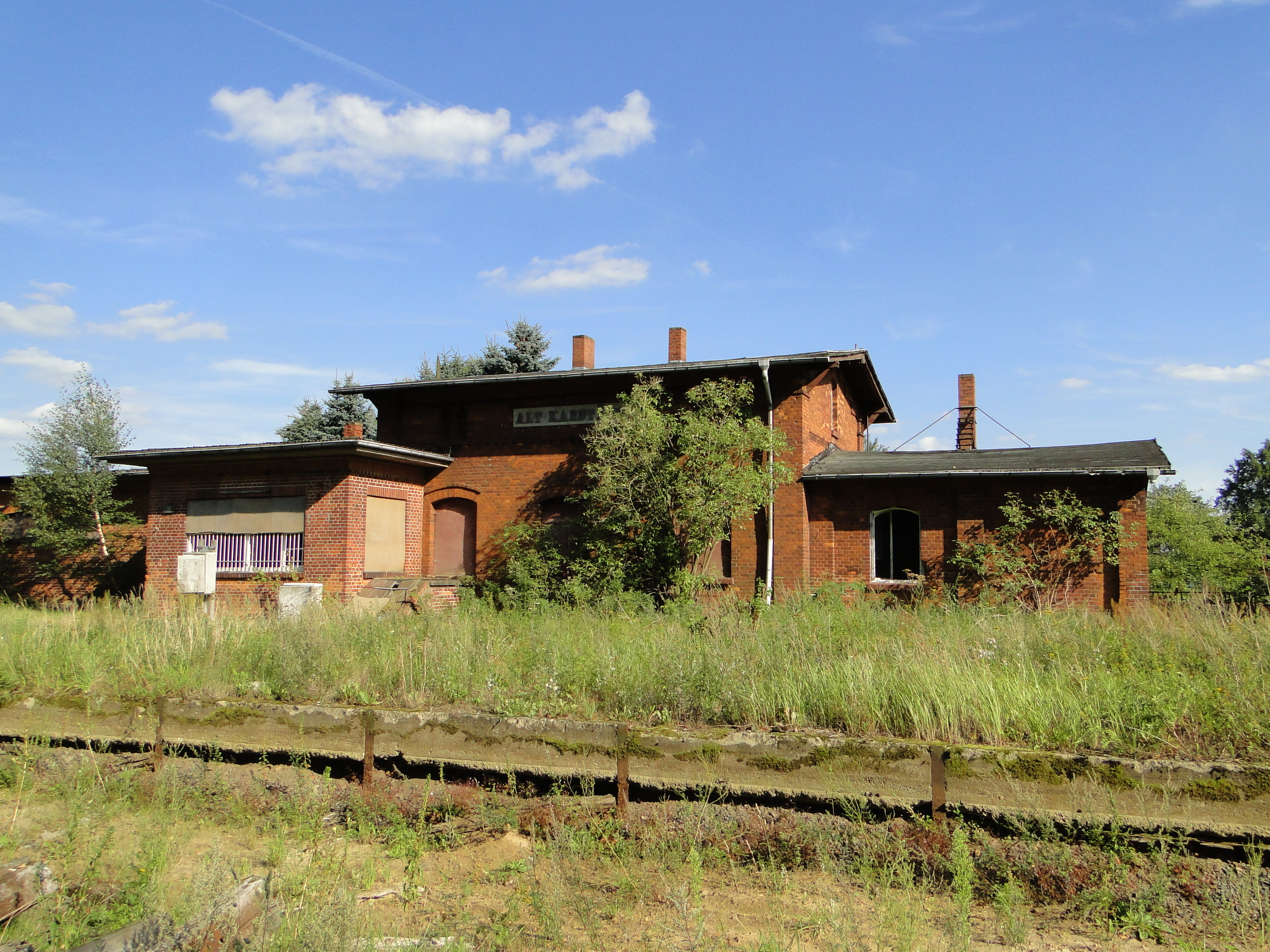
کارشتدت (مکلنبورگ-فورپومرن)

کارشتدت (به آلمانی: Karstädt) یک شهر در آلمان است که در لودویگسلوست-پارشیم واقع شده‌است. کارشتدت ۶۱۶ نفر جمعیت دارد.